# Cucullia eccissica
Cucullia eccissica là một loài bướm đêm trong họ Noctuidae.